# Jewish Hospital of Brooklyn

Ehemaliges Jewish Hospital of Brooklyn

Das Jewish Hospital of Brooklyn war ein Jüdisches Krankenhaus in Brooklyn, New York City.
Es wurde 1901 eröffnet und zog 1927 in ein Gebäude am Prospect Place.
1936 wurde Ulrich Friedemann vom ehemaligen Preußischen Institut für Infektionskrankheiten, Berlin, Leiter der Bakteriologischen Abteilung. Albert Einstein wurde hier in den frühen 1950er Jahren operiert.
1979 musste das Krankenhaus Konkurs anmelden und schloss sich 1982 mit dem St. John’s Episcopal Hospital zu dem Interfaith Medical Center zusammen. Im Jahr 2000 zog das Interfaith Medical Center auf das ehemalige St. John’s Areal auf der gegenüberliegenden Straßenseite.